# Lacon (Illinois)
Lacon is een plaats (city) in de Amerikaanse staat Illinois, en valt bestuurlijk gezien onder Marshall County.

## Demografie
Bij de volkstelling in 2000 werd het aantal inwoners vastgesteld op 1979. In 2006 is het aantal inwoners door het United States Census Bureau geschat op 1890, een daling van 89 (-4,5%).

## Geografie
Volgens het United States Census Bureau beslaat de plaats een oppervlakte van 4,3 km², waarvan 4,2 km² land en 0,1 km² water. Lacon ligt op ongeveer 145 m boven zeeniveau.

## Plaatsen in de nabije omgeving
De onderstaande figuur toont nabijgelegen plaatsen in een straal van 16 km rond Lacon.